# Stade héninois
Maillots
Dernière mise à jour : 27 septembre 2014.
Le Stade héninois football, couramment appelé Stade héninois est un club français de football installé à Hénin-Beaumont dans le Pas-de-Calais. Le club a été trois fois champion de Division d'Honneur en 1968, 1974 et 2002.

## Histoire
Le Stade héninois football est un club de football fondé en 1906 à Hénin-Beaumont, dans le département du Pas-de-Calais. En 1968-1969, il évolue en CFA, où il finit à la treizième place. Entre 1974 et 1977, le club évolue en Division 3, et réalise sa meilleure performance en 1974-1975, où il termine cinquième. Durant la période 1978-1984, il évolue entre la Division 3 et la Division 4, puis tombe en Division d'Honneur, où il végète pendant 18 ans. Il réalise son meilleur parcours en Coupe de France de football en 1989, où il atteint les trente-deuxième de finale. Il est éliminé par le FC Nantes Atlantique, un club de Division 1, sur le score de quatre buts à zéro. Il faut attendre 2002 pour que le club retrouve le CFA 2, mais il retombe en Division d'Honneur au bout de trois saisons, et chute dans les petites divisions régionales. En 2009-2010, il retrouve la Division d'Honneur.
Le stade Héninois n’aligne aucune équipe première lors de la saison 2013-2014. Après une descente en Promotion de ligue, un grand nombre de joueurs quitte l'équipe. Du fait d'un nombre insuffisant, les Jaunes-et-Noirs décident de présenter uniquement des équipes de jeunes joueurs. Lors de la saison 2014-2015, La nouvelle équipe dirigeante décide de remettre à flot le club centenaire. Deux équipes sont engagées en troisième division du district d'Artois avec pour objectif une première montée de l'équipe première et une attention particulière à la formation des jeunes joueurs. À l'issue de la saison 2015-2016, l'équipe première est promue en Promotion deuxième.

## Identité

Ancien logo.
Logo actuel.

## Entraineurs
| Rang | Nom               | Période   |
| ---- | ----------------- | --------- |
| 1    | Gregory WASTEELS  | 2014/2015 |
| 2    | Anthony BATTAGLIA | 2018/2022 |
| 3    | Pascal PELTIER    | 2022/2024 |
| 4    | Marius RAPPEZ     | 2024/2025 |

## Bilan

### Palmarès
- Division 4 : 2e du groupe A en 1979-1980
- Champion de Division Honneur Nord : 1967-1968 ; 1973-1974 ; et 2001-2002
- Champion de Division Honneur Régionale Nord-Pas-de-Calais : 2008-2009

### Championnat disputé
| Niveau I           | Niveau II          | Niveau III          | Niveau IV      | Niveau V         | Niveau VI  | Niveau VII | Niveau VIII    | Niveau IX       | Niveau X        | Niveau XI       | Niveau XII      | Niveau XIII     | Niveau XIV      |
| Division 1         | Division 2         | CFA/Division 3      | DH Nord        |                  |            |            |                |                 |                 |                 |                 |                 |                 |
| ------------------ | ------------------ | ------------------- | -------------- | ---------------- | ---------- | ---------- | -------------- | --------------- | --------------- | --------------- | --------------- | --------------- | --------------- |
|                    |                    |                     | 1965-1968      |                  |            |            |                |                 |                 |                 |                 |                 |                 |
|                    |                    | 1968-1969           |                |                  |            |            |                |                 |                 |                 |                 |                 |                 |
|                    |                    |                     | 1969-1974      |                  |            |            |                |                 |                 |                 |                 |                 |                 |
|                    |                    | 1974-1977           |                |                  |            |            |                |                 |                 |                 |                 |                 |                 |
|                    |                    |                     | 1977-1978      |                  |            |            |                |                 |                 |                 |                 |                 |                 |
| Division 1         | Division 2         | Division 3          | Division 4     | DH Nord          |            |            |                |                 |                 |                 |                 |                 |                 |
|                    |                    |                     | 1978-1980      |                  |            |            |                |                 |                 |                 |                 |                 |                 |
|                    |                    | 1980-1982           |                |                  |            |            |                |                 |                 |                 |                 |                 |                 |
|                    |                    |                     | 1982-1984      |                  |            |            |                |                 |                 |                 |                 |                 |                 |
|                    |                    |                     |                | 1984-1993        |            |            |                |                 |                 |                 |                 |                 |                 |
| Division 1/Ligue 1 | Division 2/Ligue 2 | National 1/National | National 2/CFA | National 3/CFA 2 | DH Nord    | DHR Nord   | Promotion Nord |                 |                 |                 |                 |                 |                 |
|                    |                    |                     |                |                  | 1993-2002  |            |                |                 |                 |                 |                 |                 |                 |
|                    |                    |                     |                | 2002-2005        |            |            |                |                 |                 |                 |                 |                 |                 |
|                    |                    |                     |                |                  | 2005-2006  |            |                |                 |                 |                 |                 |                 |                 |
|                    |                    |                     |                |                  |            | 2006-2009  |                |                 |                 |                 |                 |                 |                 |
|                    |                    |                     |                |                  | 2009-2010  |            |                |                 |                 |                 |                 |                 |                 |
|                    |                    |                     |                |                  |            | 2010-2011  |                |                 |                 |                 |                 |                 |                 |
|                    |                    |                     |                |                  |            |            | 2011-2012      |                 |                 |                 |                 |                 |                 |
| Ligue 1            | Ligue 2            | National            | National 2     | National 3       | Régional 1 | Régional 2 | Régional 3     | Départemental 1 | Départemental 2 | Départemental 3 | Départemental 4 | Départemental 5 | Départemental 6 |
|                    |                    |                     |                |                  |            |            |                |                 |                 |                 |                 |                 | 2016-2019       |
|                    |                    |                     |                |                  |            |            |                |                 |                 |                 |                 | 2019-2020       |                 |
|                    |                    |                     |                |                  |            |            |                |                 |                 |                 | 2020-2023       |                 |                 |
|                    |                    |                     |                |                  |            |            |                |                 |                 | 2023-2024       |                 |                 |                 |
|                    |                    |                     |                |                  |            |            |                |                 | 2024-2025       |                 |                 |                 |                 |

- Championnat national professionnel
- Championnat national professionnel et amateur
- Championnat national amateur
- Championnat régional amateur
- Championnat départemental amateur
- Pas de promotion/relégation